# Câțcău
Câțcău é uma comuna romena localizada no distrito de Cluj, na região histórica da Transilvânia. A comuna possui uma área de 37.54 km² e sua população era de 2430 habitantes segundo o censo de 2007.